# Henri Ardel
Henri Ardel, pseudonyme de Berthe Abraham, (1863-1938) est une écrivaine française.

## Biographie
Berthe Abraham, née à Amiens le 6 juin 1863, fille de Lucie Mathilde Pillier et d’Alphonse Abraham, habite Enghien, puis Paris. Elle est enseignante dans un cours de jeunes filles. Elle a fait ses débuts en littérature en envoyant une nouvelle à Léon de Tinseau qui l'encouragea. Elle fait partie de ces nombreuses femmes écrivains ayant pris un pseudonyme masculin et fut une écrivaine catholique, auteur de « romans sentimentaux pour dames » publiés chez Plon, dans la collection Stella ou dans la collection Nelson.
Ces romans eurent beaucoup de succès : « en 1933 Cœur de sceptique en est à sa 100e édition, Le mal d'aimer, à sa 125e, Mon cousin Guy, à sa 181e. Il n'y a guère que Pierre Benoit pour égaler de tels chiffres. ».
Berthe Abraham, les dix dernières années de sa vie s’occupe d’une œuvre de charité pour venir en aide aux enfants pauvres et les catéchiser.
Elle meurt le 6 janvier 1938 et est enterrée au cimetière de Montreuil à Versailles.

## Famille
Sa sœur Marie-Louise, née 10 mai 1877, épousa Georges Le Cordier. Elle-même écrivain, elle prit après la mort de sa sœur le pseudonyme de Colette Henri-Ardel.

## Distinctions
- Prix Botta pour Cœur de sceptique, 1894[6]
- Palmes académiques, 1904[2]

## Œuvres
- Près du bonheur, New York, W. R. Jenkins, collection « Contes choisis » n° 18, 1893, with English notes by Eugène Rigal [lire en ligne]
- Cœur de sceptique (1894), Prix Botta
- L'Été de Guillemette, Plon, 1908 [lire en ligne]
- Colette Bryce au Maroc, Plon, 1937
- Les Vacances de la famille Bryce, Plon, 1928
- Le Feu sous la cendre, Nelson, 1928, illustrations de Georges Dutriac
- Un conte bleu (1922)
- L'Appel souverain (1923)
- La nuit tombe (1928) lire en ligne sur Gallica
- Le Feu sous la cendre (1928)
- Seule, Nelson, 1929, illustrations de Georges Dutriac
- La petite Moune suivi de Le Masque (nouvelle), A. Fayard et Cie, Collection « Jeunes femmes & jeunes filles » n°17 (1930)
- Le Mal d'aimer (1933)
- La Faute d'autrui (1933)
- L'Absence, Plon, 1933 lire en ligne sur Gallica
- Ainsi souffla le vent (1934)
- L'Heure décisive, Plon, 1901 [lire en ligne]
- Mon cousin Guy, Plon, 1896 ; traduction en anglais : Little Arlette or my cousin Guy par Francis Furey, Kilner, 1899 [lire en ligne]
- Renée Orlis
- Rêve blanc, Plon, collection de La Liseuse n° 102, 1929
- Le Rêve de Suzy
- Tout arrive [lire en ligne]
- L'Autre Miracle
- Il était une adroite princesse lire en ligne sur Gallica
- Les Deux Visages de l'amour
- Le Chemin qui descend (1916)
- Il faut marier Jean (1925)
- L'Étreinte du passé (1918)
- Les Âmes closes
- Ève et le Serpent, Plon, 1930
- Au retour
- L'Aube

## Adaptations cinématographiques
- 1920 : L'Étreinte du passé (Lifting Shadows)  de Léonce Perret